# 陷陣營
陷陣營是指東漢末年呂布軍帳下一支獨特、裝備精良的精銳部隊。雖然士兵不多，但在作戰時極為勇猛，以至「每所攻擊無不破者」，故有美譽謂「陷陣營」。
陷陣營主要由呂布麾下中郎將高順統率。
在《三國志》原文當中並沒有提及陷陣營，有關記載是後來裴松之作《三國志注》時，於《英雄記》中所引用的內容。

## 歷史

### 部隊成立
對於陷陣營的成立時間並無記載，但唯一可以確定的是，高順在郝萌反叛前，便已經統轄着「陷陣營」。

### 軍備配置
全軍有士兵七百餘人，對外則號稱有近千人。
軍中鎧甲、兵器等用具皆完備、齊整、精良，且士兵精通、熟練。

## 統轄將領
起初全由高順統轄。直至，於建安元年（196年），呂布麾下將領郝萌謀反後，則改為：
- 每當軍中無戰事時由魏續統轄；[4]
- 每當有攻、伐等戰事時則由高順統轄、指揮。[5]

## 戰績
曾在高順統率下進攻劉備、關羽、張飛所在的沛城。此戰不僅擊敗夏侯惇所率的援軍，還攻破沛城，擄劉備妻子，迫其只能單身逃走。

## 評價
- 王粲《英雄記》：「順為人清白有威嚴，不飲酒，不受饋遺。所將七百餘兵，號為千人，鎧甲鬬具皆精練齊整，每所攻擊無不破者，名為陷陣營。順每諫布，言『凡破家亡國，非無忠臣明智者也，但患不見用耳。將軍舉動，不肯詳思，輒喜言誤，誤不可數也日』。布知其忠，然不能用。布從郝萌反後，更疏順。以魏續有外內之親，悉奪順所將兵以與續。及當攻戰，故令順將續所領兵，順亦終無恨意。」

- 范曄《後漢書》：「順為人清白有威嚴，少言辭，將眾整齊，每戰必克。」

## 民間藝術

### 漫畫
- 《蒼天航路》（王欣太）
- 《火鳳燎原》（陳某）

## 延伸
- 白耳兵
- 青州兵
- 白馬義從
- 無當飛軍